# Nasrallah Boutros Sfeir
Pour les articles homonymes, voir Boutros, Sfeir et Nasrallah (homonymie).
Nasrallah Boutros Sfeir (arabe : نصر الله بطرس صفير), né à Rayfoun au Liban le 15 mai 1920 et mort à Beyrouth le 12 mai 2019, est un religieux, ecclésiastique maronite et cardinal libanais. 
Il est le 76e patriarche maronite d'Antioche et de tout l'Orient de 1986 à 2011 puis patriarche émérite de l'Église maronite du 26 février 2011 à son décès.

## Biographie

### Prêtre
Nasrallah Boutros Sfeir suit sa formation au séminaire maronite de Ghazir au Liban et à l'université Saint-Joseph de Beyrouth.
Il est ordonné prêtre maronite le 7 mai 1950 par le cardinal Pierre-Paul Méouchi.
Il exerce son ministère à la paroisse de Rayfoun et auprès du patriarche maronite comme secrétaire.

### Évêque
Nommé évêque auxiliaire maronite d'Antioche et évêque titulaire de Tarse des Maronites (de) le 19 juin 1961, il est consacré le 16 juillet suivant par Paul Pierre Méouchi avec comme co-consécrateurs Jean Chedid (de) et Michael Doumith.

### Patriarche
Il est élu par le synode des évêques de son Église patriarche d'Antioche et de tout l'Orient pour l'Église maronite le 19 avril 1986 à la suite de la démission du cardinal Antoine Khoraiche et est effectivement consacré le 27 avril 1986.
Il présente sa démission à Benoît XVI qui l'accepte le 26 février 2011, quelques jours après avoir béni à Rome, en présence du cardinal Sfeir, une statue de saint Maron placée à proximité de la basilique vaticane à l'occasion de la fin de l'année jubilaire marquant le mille six-centième anniversaire de la mort du saint.

### Cardinal
Il est nommé cardinal de l'Église catholique par le pape Jean-Paul II lors du consistoire du 26 novembre 1994. Il est le 3e cardinal maronite et le 76e patriarche de l'Église maronite d’Antioche et de tout l’Orient, ce qui en fait une importante personnalité politique du Liban,. Pour la Curie romaine, il est membre de la Congrégation pour les Églises orientales.
Il perd sa qualité d'électeur en cas de conclave le jour de ses 80 ans le 15 mai 2000, ce qui l'empêche de participer aux conclaves de 2005 (élection de Benoît XVI) et de 2013 (élection de François).
Lors de la crise présidentielle libanaise de 2007-2008 (voir l’article sur l’élection présidentielle qui la conclut), il a tenté une conciliation entre les parties opposées ; à une occasion il a rencontré le président américain George W. Bush pour résoudre le conflit. Aussi, après la nomination de Michel Sleiman, il fit un voyage en Australie où il fut reçu avec les dignités de chef d'État.
Il participe en 2008 aux Journées mondiales de la jeunesse en Australie et est accueilli au Parramatta Stadium à Parramatta devant 20 000 personnes.
Il meurt le 12 mai 2019 à l'hôtel-Dieu de France dans le quartier chrétien d'Achrafieh de Beyrouth, trois jours avant son 99e anniversaire,.

## Succession apostolique
Nasrallah Boutros Sfeir a ordonné les évêques suivants :
- Archevêque Khalil Abi-Nader (de) (1986)
- Archevêque Joseph Mohsen Béchara (de) (1986)
- Évêque Abdallah Bared (1986)
- Évêque Antoine Torbey (de) (1986)
- Évêque Paul-Émile Saadé (de) (1986)
- Cardinal Béchara Boutros Raï, O.M.M. (1986)
- Archevêque Boutros Gemayel (de) (1988)
- Archevêque Antoine Hamid Mourany (de) (1989)
- Évêque Joseph Dergham (1989)
- Évêque Philippe Boutros Chebaya (de) (1990)
- Archevêque Pierre Callaos (gl) (1990)
- Évêque Guy-Paul Noujaim (de) (1990)
- Évêque Joseph Mahfouz (de), O.L.M. (1990)
- Évêque Charbel Georges Merhi (es), M.L. (1990)
- Évêque Francis Némé Baïssari (de) (1991)
- Archevêque Paul Youssef Matar (de) (1991)
- Archevêque Maroun Khoury Sader (de) (1992)
- Archevêque Gabriel Toubia (de) (1993)
- Évêque Joseph Khoury (1993)
- Archevêque Paul-Mounged El-Hachem (en) (1995)
- Évêque Pierre Wadih Tayah (1996)
- Archevêque Paul Nabil El-Sayah (de) (1996)
- Évêque Tanios El Khoury (de) (1996)
- Évêque Stephen Hector Youssef Doueihi (de) (1997)
- Évêque Samir Mazloum (de) (1997)
- Archevêque Youssef Anis Abi-Aad (de), Ist. del Prado (1997)
- Archevêque Youhanna Fouad El-Hage (de) (1997)
- Évêque Antoine Nabil Andari (de) (1997)
- Archevêque Raymond Eid (de) (1999)
- Évêque Robert Joseph Shaheen (de) (2001)
- Évêque Massoud Massoud (de) (2001)
- Évêque Ad Abi Karam (de) (2002)
- Évêque Mansour Hobeika (2002)
- Évêque Georges M. Saad Abi Younes (de), O.L.M. (2003)
- Archevêque Chucrallah-Nabil El-Hage (de) (2003)
- Évêque Gregory John Mansour (en) (2004)
- Archevêque Georges Bou-Jaoudé (de), C.M. (2006)
- Évêque Simon Atallah (de), O.A.M. (2006)
- Évêque François Eid (de), O.M.M. (2006)
- Évêque Elias Nassar (de) (2006)
- Archevêque Samir Nassar (2006)
- Évêque Edgar Madi (de) (2006)
- Archevêque Joseph Soueif (de) (2008)

## Publications
- (ar) Les sources des évangiles (من ينابيع الإنجيل), 1975.
- (ar) À ceux qui nous ont quitté, 2 vol (وغابت وجوه ), 1983.
- (ar) Sermons (عظة الأحد، خواطر روحية و مواقف وطنية), 1996.

## Décorations
- Chevalier grand-croix de l'ordre du Mérite de la République italienne.
- Grand cordon de l’ordre du Cèdre du Liban.
- Grand cordon de l'ordre libanais du Mérite (à titre posthume).